# Mopsella robusta
Mopsella robusta är en korallart som först beskrevs av Shann 1912.  Mopsella robusta ingår i släktet Mopsella och familjen Melithaeidae. Inga underarter finns listade i Catalogue of Life.